# Sauget
Sauget es una villa ubicada en el condado de St. Clair en el estado estadounidense de Illinois. En el Censo de 2010 tenía una población de 159 habitantes y una densidad poblacional de 13,37 personas por km².

## Geografía
Sauget se encuentra ubicada en las coordenadas 38°35′31″N 90°9′47″O / 38.59194, -90.16306. Según la Oficina del Censo de los Estados Unidos, Sauget tiene una superficie total de 11.89 km², de la cual 10.95 km² corresponden a tierra firme y (7.93%) 0.94 km² es agua.

## Demografía
Según el censo de 2010, había 159 personas residiendo en Sauget. La densidad de población era de 13,37 hab./km². De los 159 habitantes, Sauget estaba compuesto por el 93.08% blancos, el 5.66% eran afroamericanos, el 0% eran amerindios, el 0% eran asiáticos, el 0% eran isleños del Pacífico, el 0% eran de otras razas y el 1.26% pertenecían a dos o más razas. Del total de la población el 0% eran hispanos o latinos de cualquier raza.